# أ. ر. كينيدي
أ. ر. كينيدي (بالإنجليزية: A. R. Kennedy)‏ هو طبيب أسنان أمريكي، ولد في 24 أكتوبر 1876 في Wakarusa Township, Kansas ‏ في الولايات المتحدة، وتوفي في 29 يونيو 1969 في لورانس في الولايات المتحدة.